# Piney (Manitoba)
Piney es un municipio rural canadiense situado en la provincia de Manitoba.

## Superficie
Piney tiene una superficie de 2430,32 km².

## Demografía
En 2021, tenía 1843 habitantes, una densidad poblacional de 0,8 hab./km², y 1172 viviendas.